# Porostnica czterokropka
Porostnica czterokropka, powróżka dwuplamka (Lithosia quadra) – motyl z rodziny niedźwiedziówkowatych.

## Wygląd
Postać dorosła – imago
Głowa średniej wielkości o ubarwieniu szaro-żółtym. Czułki cienkie, sięgające prawie do połowy skrzydła przedniego, odchylone na boki. Samce mają czułki grubsze od samic. Odwłok wydłużony równy z zarysem rozłożonych tylnych skrzydeł, prawie cały szaro-żółty, tylko sam koniec szaro-czarny, u samic odwłok grubszy. Gatunek cechuje znaczny dymorfizm płciowy samice są większe i jaśniej ubarwione, różnią się też plamami na pierwszej parze skrzydeł. Skrzydła o rozpiętości od 38 do 42 mm. Skrzydło przednie samca przy nasadzie żółte, w pozostałej części szare. Smuga kostalna krótka, szaroczarna z niebieskawym połyskiem. Tylne skrzydło jasnożółte, tylko w przedniej części z szarym przyciemnieniem. Skrzydło przednie samicy żółte z dwiema czarnymi plamkami położonymi symetrycznie w połowie długości skrzydła. Tylne skrzydło jasnożółte. Korpus imago pokryty nieznacznie drobnym meszkiem. Dorosły motyl nie pobiera pokarmu ma zredukowaną ssawkę.
Postać gąsienicy i larwyŚwieżo wyklute gąsienice żerują jesienią na nadrzewnych porostach, a w latach licznego pojawu brudnicy mniszki zjadają jej gąsienice. Korpus gąsienicy jest jaskrawo ubarwiony i pokryty jest długimi stojącymi włoskami zebranymi w kępki.
Okres lotuDorosłe motyle pojawiają się pod koniec czerwca i łatają do września. Lata za dnia nad sadami i na skrajach lasów. Loty godowe samców odbywają się w ciepłe i bezwietrzne dni.
RozródSamice składają jaja we wrześniu w miejscach występowania roślin pokarmowych gąsienic. Gąsienice wylęgają się na początku października i zimują w zeschniętej ściółce i porostach, którymi się żywią. Przepoczwarczenie odbywa się w kokonie, rozpoczyna się pod koniec maja i trwa do końca czerwca.
BiotopGatunek preferujący środowiska ciepłe. Siedliskiem są sady, parki, lasy mieszane z udziałem świerka.

## Zasięg występowania
W Polsce występuje w całym kraju. Zagrożeniem są niekorzystne zmiany zachodzące w środowisku, w którym żyje.

## Rośliny żywicielskie
Podstawowe: porosty szczególnie na dębie, buku, świerku i drzewach owocowych.

## Inne
Motyl przez leśników nie jest uznawany za szkodnika.

## Ochrona
W Polsce gatunek nie podlega ochronie.